# كريم علاوي حميدي
كريم علاوي حميدي (من مواليد البصرة 1 يوليو 1928 - 22 يوليو 2023) هو لاعب كرة قدم عراقي دولي سابق، وكان من أوائل اللاعبين الذين لعبوا في أوائل منتخب عراقي لكرة القدم، ولعب أيضًا مع نادي الميناء الرياضي.

## مهنة دولية
في أبريل 1951، بدأ اللعب مع المنتخب العراقي الأول لكرة القدم، واستدعاه المدرب ضياء حبيب للعب في أول مباراة دولية ودية في تاريخ الكرة العراقية. في 6 مايو 1951، لعب أول مباراة دولية له ضد تركيا في تركيا، والتي انتهت 7-0 لتركيا، لعب في المركز الأيسر الداخلي وارتدى القميص رقم 10 ضد الأتراك.

## مرتبة الشرف

### النادي
- كأس حنا الشيخ
  - الفائز 1951 مع الميناء

## روابط خارجية
- قاعدة بيانات لاعبي المنتخب العراقي
- العراق - سجل اللاعبين الدوليين - حسنين مبارك
- تاريخ الرياضة العراقية 1951